# Langstieliger Schleimfuß
Der Langstielige Schleimfuß (Cortinarius elatior, Syn.: C. lividoochraceus Berk.) ist eine Pilzart aus der Familie der Schleierlingsverwandten (Cortinariaceae). Innerhalb der Schleierlinge gehört er zur Sektion Elatiores (Defibulati) der Untergattung Schleimfüße (Myxacium).

## Merkmale
Der Hut ist oliv- oder ockerbraun bis dunkel purpurbraun. Er ist glockenförmig bis gebuckelt und deutlich radial gerunzelt. Sein Durchmesser beträgt bei ausgewachsenen Fruchtkörpern 10–15 cm. Die Lamellen sind runzelig, tonfarben und haben blassere, bewimperte Schneiden. Sie sind gelegentlich miteinander verbunden (anastomisierend). Der spindelige Stiel wird 10–20 cm lang und 1–2,5 cm dick. Unterhalb des schleimigen Schleierrests ist er violett gefärbt und schleimig-klebrig beschaffen, oberhalb eher gräulich und gerieft. Das Fleisch (Trama) ist blass, geruchlos oder duftet fein nach Honig.

## Ökologie und Phänologie
Der Langstielige Schleimfuß ist ein Mykorrhizapilz, der in Mitteleuropa mit Birken, Rotbuche und Fichten vergesellschaftet ist. Er wächst gesellig in Laub- und Mischwäldern, in Mitteleuropa erscheinen seine Fruchtkörper im Sommer und Herbst.

## Verbreitung

Europäische Länder mit Fundnachweisen des Langstieligen Schleimfußs.
Legende:
Länder mit Fundmeldungen
Länder ohne Nachweise
keine Daten
außereuropäische Länder

Die Art kommt in Europa, Nordamerika (USA), Asien (Japan, Nordkorea, Südkorea) und Nordafrika vor.

## Bedeutung
Der Langstielige Schleimfuß ist essbar. Es besteht Verwechslungsgefahr mit anderen, durchaus giftigen Schleierlingen.